# Люри-сюр-Арнон (кантон)
Люри́-сюр-Арно́н (фр. Lury-sur-Arnon) — кантон во Франции, находится в регионе Центр, департамент Шер. Входит в состав округа Вьерзон.
Код INSEE кантона — 1819. Всего в кантон Люри-сюр-Арнон входят 9 коммун, из них главной коммуной является Люри-сюр-Арнон.

## Коммуны кантона
| Коммуна        | Население, чел. (1999) | Почтовый индекс | Код INSEE |
| -------------- | ---------------------- | --------------- | --------- |
| Брине          | 467                    | 18120           | 18036     |
| Кенси          | 775                    | 18120           | 18190     |
| Лазене         | 354                    | 18120           | 18124     |
| Лимё           | 145                    | 18120           | 18128     |
| Люри-сюр-Арнон | 671                    | 18120           | 18134     |
| Меро           | 2 074                  | 18120           | 18148     |
| Прёйи          | 432                    | 18120           | 18186     |
| Сербуа         | 359                    | 18120           | 18044     |
| Шери           | 236                    | 18120           | 18064     |

## Население
Население кантона на 1999 год составляло 5 513 человек.
| 1962  | 1968  | 1975  | 1982  | 1990  | 1999  | 2006 | 2007 |
| ----- | ----- | ----- | ----- | ----- | ----- | ---- | ---- |
| 3 896 | 4 115 | 4 294 | 4 827 | 5 455 | 5 513 | -    | -    |